# Ferenczi Zoltán
Ferenczi Zoltán, olykor Ferenczy formában is (Borsa, 1857. október 7. – Budapest, 1927. május 31.) irodalomtörténész, könyvtáros, a kolozsvári és a budapesti Egyetemi Könyvtár igazgatója, a Magyar Tudományos Akadémia Könyvtára főkönyvtárnoka, a Magyar Tudományos Akadémia rendes tagja. Ferenczi Sári (1887–1952) és Ferenczi Magda (1890–1913) írónők apja.

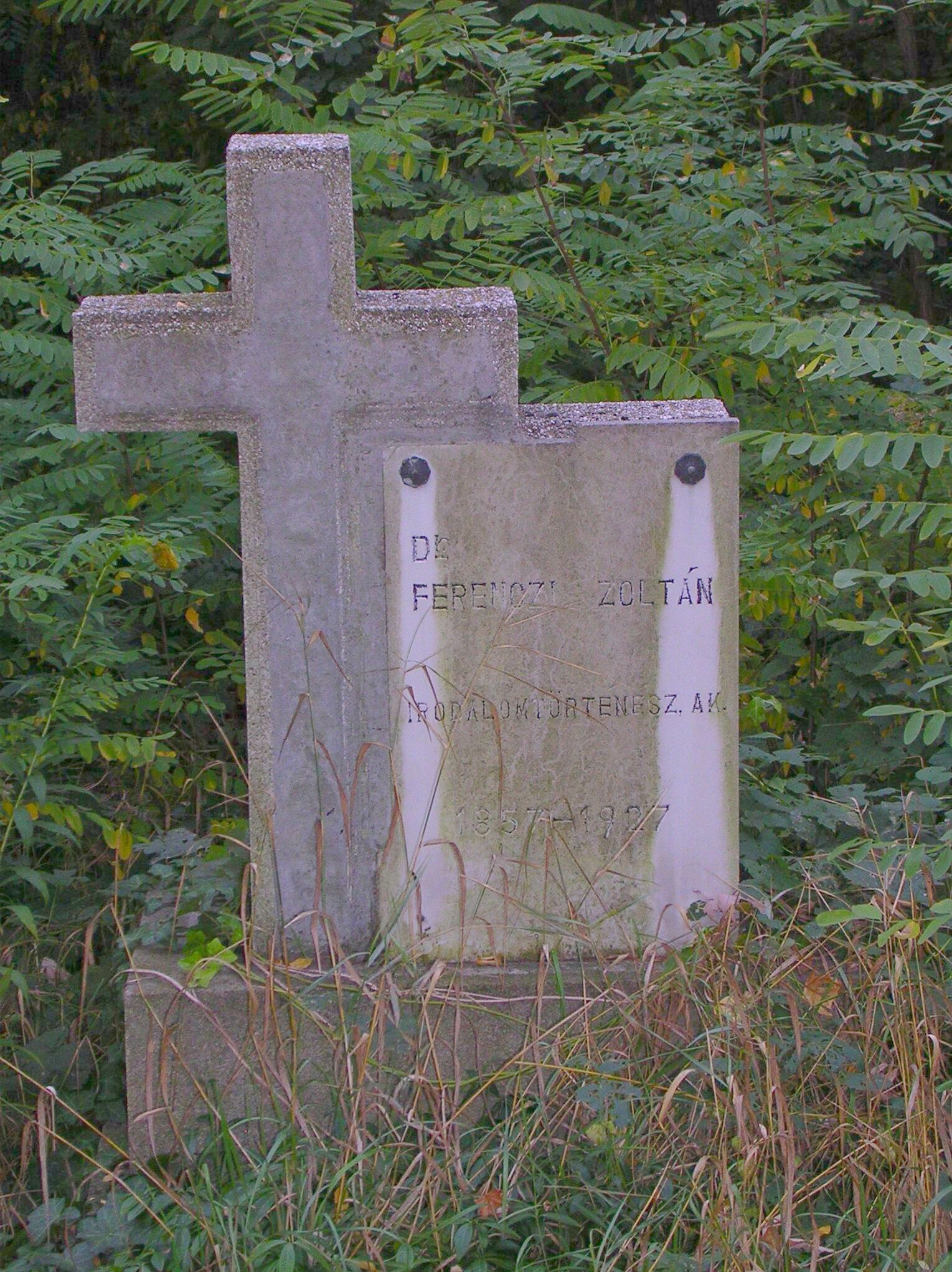
Sírja a Fiumei úti sírkertben (39-1-121)

## Élete
A Kolozsvári Tudományegyetemen szerzett tanári és bölcsészdoktori oklevelet 1879-ben. 1880-ban polgári iskolai, 1884-ben szakiskolai igazgatóvá nevezték ki. 1881-től magántanárként az 1772 utáni magyar irodalomról tartott előadásokat a helyi egyetemen. 1891-től (hivatalosan csak 1896-tól) az Erdélyi Múzeum-Egyesület és az egyetem egyesített könyvtárát vezette. 1895-ben kapta meg a címzetes nyilvános rendkívüli tanári kinevezést.
1899-től Budapesten, az egyetem magántanáraként, 1903-tól címzetes nyilvános rendkívüli tanáraként folytatta pályafutását. 1899-ben nyilvános pályázaton elnyerte a budapesti Egyetemi Könyvtár igazgatói posztját, amelyet 1925-ig töltött be. 1925-ben az egyetem címzetes nyilvános rendes tanárává nevezték ki. Ugyanettől az évtől haláláig a Magyar Tudományos Akadémia Könyvtárának főkönyvtárnoka volt.

### Monográfiák

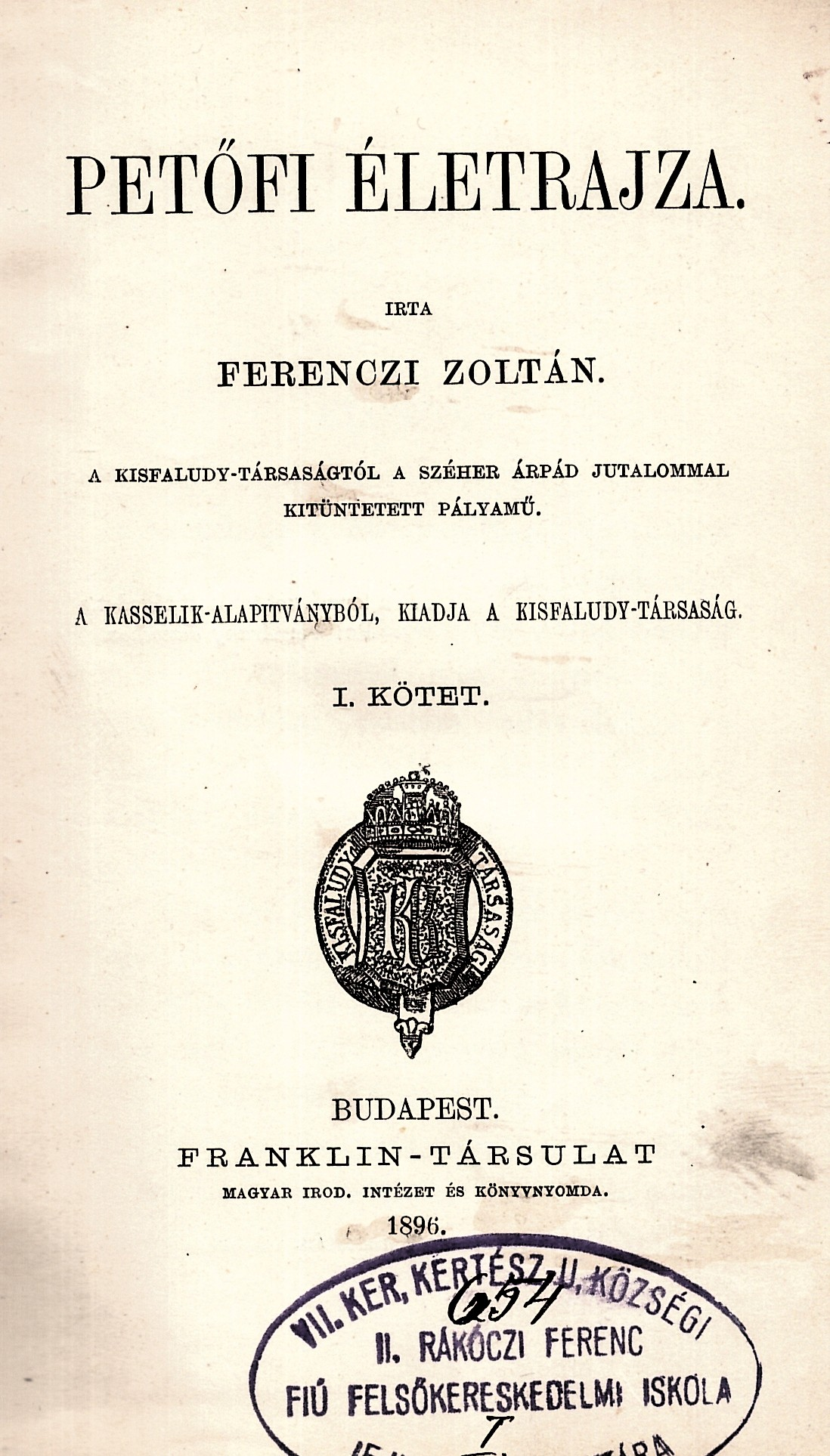
A Petőfi-életrajz első kötete

## Munkássága